# Benzoato di colesterile
Il benzoato di colesterile è una sostanza organica, è l'estere del colesterolo con l'acido benzoico. 
È usato per la produzione delle tinte dei capelli, trucchi e in altri tipi di cosmetici. È principalmente utilizzato per la produzione degli schermi a cristalli liquidi.

## Storia
Il benzoato di colesterile è stata la prima sostanza scoperta a presentare proprietà liquido-cristalline. Nel 1888 infatti un botanico austriaco di nome Friedrich Reinitzer studiando la funzione del colesterolo nelle piante riscaldò questa sostanza allo scopo di renderla pura e notò che a 145 °C essa diveniva opaca, per poi schiarirsi al progressivo aumento della temperatura fino a tornare al colore iniziale a una temperatura di 178,5 °C. Una volta raffreddato, il liquido diventava bluastro e cristallizzava. Queste proprietà interessarono il fisico tedesco Otto Lehmann che con l'aiuto del microscopio polarizzatore stabilì che il liquido opaco rappresenta uno stato della materia che chiamò cristallo liquido.